# 2MASS J11480423+0254057
2MASS J11480423+0254057 ist ein etwa 300 Lichtjahre von der Erde entfernter Brauner Zwerg im Sternbild Jungfrau. Er wurde 2002 von Suzanne L. Hawley et al. entdeckt. Er gehört der Spektralklasse L0 an. Seine Position verschiebt sich aufgrund seiner Eigenbewegung jährlich um 0,04863 Bogensekunden.